# Tylopeza zelotypa
Tylopeza zelotypa är en fjärilsart som beskrevs av Edward Meyrick 1911. Tylopeza zelotypa ingår i släktet Tylopeza och familjen vecklare. Inga underarter finns listade i Catalogue of Life.